# Gourmandises
Gourmandises – pierwszy studyjny album francuskiej piosenkarki Alizée. Napisany przez Mylène Farmer i Laurenta Boutonnata. We Francji ukazał się w listopadzie 2000 roku, natomiast miesiąc później w Europie oraz w Japonii. W Europie sprzedał się w ponad 1.300.000 egzemplarzy.

## Lista utworów
1. Moi... Lolita 4:16
2. Lui ou toi 4:15
3. L'Alizé 4:15
4. J.B.G. 3:55
5. Mon maquis 5:40
6. Parler tout bas 4:35
7. Veni vedi vici 4:20
8. Abracadabra 4:00
9. Gourmandises 4:10
10. À quoi rêve une jeune fille 4:05

## Sprzedaż
| Państwo    | Klasyfikacja | Status                   | Sprzedaż  |
| ---------- | ------------ | ------------------------ | --------- |
| Francja    | 1            | Podwójna platynowa płyta | 600,000   |
| Belgia     | 7            | Złota płyta              | 25,000    |
| Szwajcaria | 27           | Platynowa płyta          | 40,000    |
| Europa     |              | Platynowa płyta          | 1,300,000 |
| Świat      |              |                          | 2,000,000 |

## Klasyfikacje
| Lista (2000-02)               | Pozycja |
| ----------------------------- | ------- |
| Austrian Albums Chart         | 40      |
| Belgia Wallonia) Albums Chart | 7       |
| Holandia Albums Chart         | 36      |
| Finlandia Albums Chart        | 26      |
| Francja Albums Chart          | 1       |
| Niemcy Albums Chart           | 29      |
| Włochy Albums Chart           | 27      |
| Polska Albums Chart           | 13      |
| Hiszpania Albums Chart        | 22      |
| Szwajcaria Albums Chart       | 27      |